# Krupaja
Krupaja (en serbe cyrillique : Крупаја) est un village de Serbie situé dans la municipalité de Žagubica, district de Braničevo. Au recensement de 2011, il comptait 535 habitants.

## Géographie
Krupaja est la localité la plus méridionale de la vallée de Krepoljin-Krupajaje et de la région d'Homolje. Le territoire du village est traversé par la Cvena reka, un affluent gauche de la Krupajska reka, qui a creusé une étroite vallée érosive où se groupes quelques maisons.

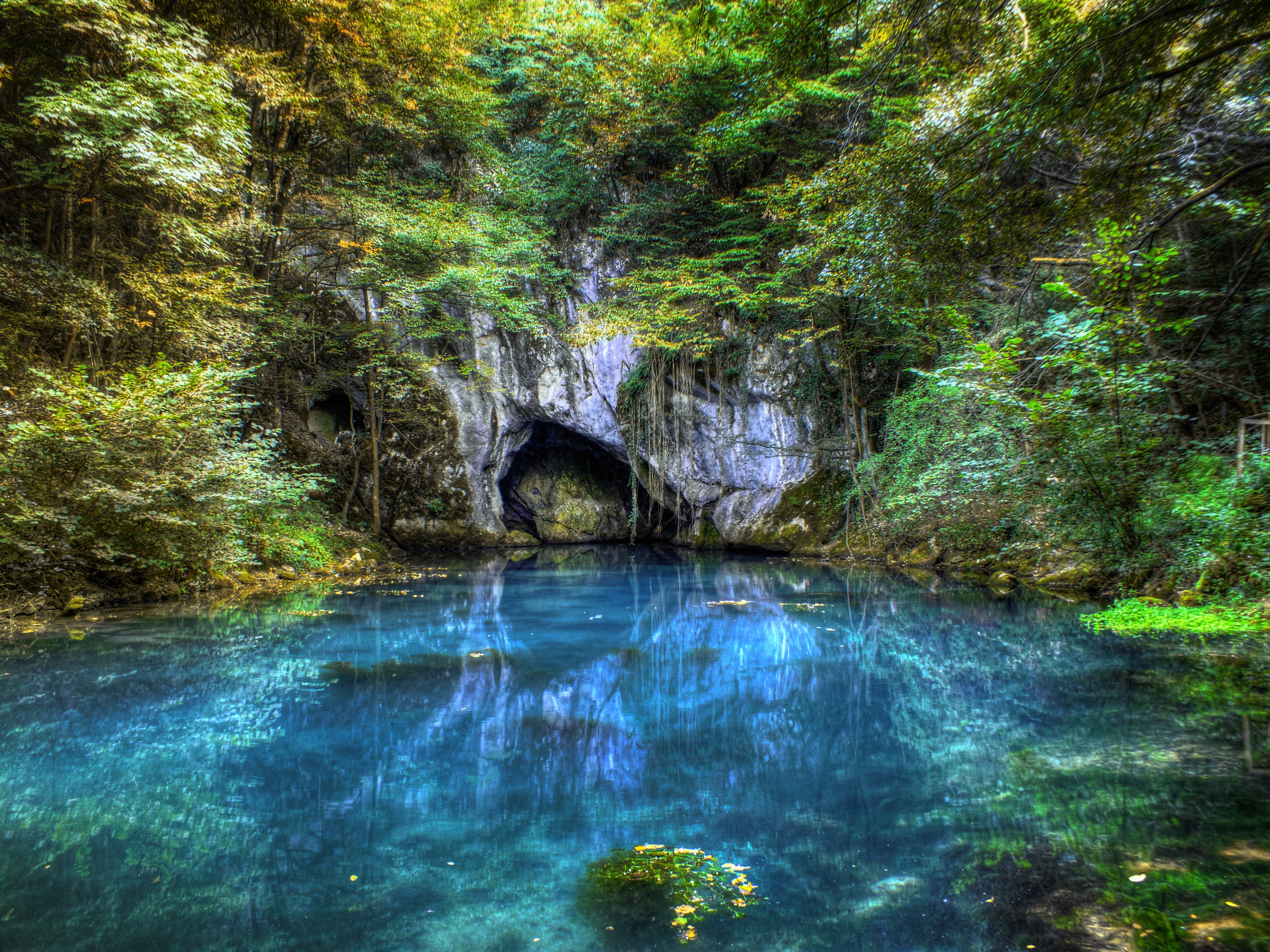
La source de la Krupajska reka

## Histoire
Les vestiges d'un village préhistorique ont été mis au jour au hameau de Selišt, à la source de la Krupajska reka. On y a retrouvé une hache de cuivre qui atteste des activités métallurgiques de la région. Les vestiges d'un village romain ont également été mis au jour dans le secteur, avec des pièces de monnaie et des objets datant des IIIe et IVe siècles de notre ère.

## Démographie

### Évolution historique de la population
| 1948 | 1953 | 1961 | 1971 | 1981 | 1991 | 2002 | 2011 |
| ---- | ---- | ---- | ---- | ---- | ---- | ---- | ---- |
| 716  | 768  | 780  | 815  | 809  | 765  | 649  | 535  |

|  |